# نورة بنت سلطان آل سعود
نورة بنت سلطان آل سعود (مواليد 1948م) إحدى أفراد العائلة المالكة السعودية. وهي ابنة ولي العهد السابق سلطان، وأرملة الأميرتركي بن ناصر بن عبد العزيز آل سعود.
ولدت نورة بنت سلطان في عام 1948م.  وهي واحدة من خمس عشرة ابنة للأمير سلطان.  تزوجت من الأمير تركي بن ناصر، ابن الأمير ناصر.   ولديها ولدان وخمس بنات من الأميرتركي.  أحد أبنائهما هو فيصل بن تركي، الزوج السابق لريما بنت بندر، التي تشغل منصب السفيرة السعودية لدى الولايات المتحدة.   وابنتها، لمى بنت تركي، وهي لاعبة قفز هاوية. 
اعتبارًا من عام 2001م، كانت للأميرة نورة حصص في ست شركات مقرها في المملكة العربية السعودية.  وقد أفادت العديد من وسائل الإعلام أن نورة بنت سلطان قد تلقت سيارة رولز رويس بقيمة 170 ألف جنيه إسترليني، كهدية عيد ميلاد، وتم نقل السيارة إلى المملكة العربية السعودية في طائرة شحن مستأجرة من قبل شركة بي إيه إي سيستمز، التي تم التحقيق معها فيما يتعلق باتهامات الفساد في صفقة أسلحة اليمامة.   